# Cariboptila
Cariboptila is een geslacht van schietmotten uit de familie Glossosomatidae

## Soorten
Deze lijst van 12 stuks is mogelijk niet compleet.
- C. aurulenta OS Flint, 1974
- C. caab L Botosaneanu, 1996
- C. calcigena OS Flint, 1974
- C. guajira L Botosaneanu, 1977
- C. hispaniolica OS Flint, 1974
- C. jamaicensis OS Flint, 1968
- C. mathisi OS Flint & JL Sykora, 2004
- C. orophila OS Flint, 1964
- C. paradoxa OS Flint & JL Sykora, 2004
- C. poquita L Botosaneanu, 1977
- C. soltera L Botosaneanu, 1977
- C. trispinata OS Flint, 1992